# Mistrzostwa Świata w Biathlonie 1966
7. Mistrzostwa świata w Biathlonie odbyły się w dniach 4–6 lutego 1966 roku w zachodnioniemieckiej miejscowości Garmisch-Partenkirchen. Zawodnicy startowali w dwóch konkurencjach: biegu indywidualnym mężczyzn na 20 km i, po raz pierwszy, sztafecie mężczyzn 4x7,5 km (wcześniej 3x7,5 km).
Podczas tych mistrzostw reprezentanci Polski zdobyli dwa medale, zajmując drugie miejsce w klasyfikacji medalowej.

## Wyniki

### Bieg indywidualny
| Pozycja | Zawodnik                | Narodowość | Strzelanie   | Wynik     |
| ------- | ----------------------- | ---------- | ------------ | --------- |
|         | Jon Istad               | Norwegia   | 4 (1+2+1+0)  | 1:38:21,8 |
|         | Józef Gąsienica-Sobczak | Polska     | 4 (0+2+1+1)  | +58,1     |
|         | Władimir Gundarcew      | ZSRR       | 1 (0+1+0+0)  | +1:31,8   |
| 4.      | Holmfrid Olsson         | Szwecja    | 7 (0+3+2+2)  | +4:54,8   |
| 5.      | Gheorghe Cimpoia        | Rumunia    | 8 (2+5+0+1)  | +5:28,3   |
| 6.      | Nicolae Bărbășescu      | Rumunia    | 8 (2+4+1+1)  | +6:04,7   |
| 7.      | Stanisław Szczepaniak   | Polska     | 2 (1+1+0+0)  | +6:38,9   |
| 8.      | Ragnar Tveiten          | Norwegia   | 12 (1+1+2+8) | +6:52,5   |
| 9.      | Sture Ohlin             | Szwecja    | 9 (2+2+5+0)  | +7:09,1   |
| 10.     | Stanisław Łukaszczyk    | Polska     | 9 (0+0+0+9)  | +7:11,8   |
| 11.     | Aleksandr Priwałow      | ZSRR       | 5 (1+1+2+1)  | +7:15,5   |
| 12.     | Constantin Carabela     | Rumunia    | 5 (0+2+2+1)  | +7:18,8   |
| 13.     | Nikołaj Puzanow         | ZSRR       | 5 (1+3+1+0)  | +7:43,9   |
| 14.     | Józef Stopka            | Polska     | 10 (3+3+3+1) | +7:54,3   |
| 15.     | Vilmoș Gheorghe         | Rumunia    | 13 (2+0+9+2) | +9:54,6   |

### Sztafeta
| Pozycja | Zawodnicy                                                                      | Reprezentacja | Strzelanie | Wynik     |
| ------- | ------------------------------------------------------------------------------ | ------------- | ---------- | --------- |
|         | Jon Istad Ragnar Tveiten Ivar Nordkild Olav Jordet                             | Norwegia      | ?          | 2:19:53,9 |
|         | Józef Gąsienica-Sobczak Stanisław Szczepaniak Stanisław Łukaszczyk Józef Rubiś | Polska        | ?          | 2:24:03,8 |
|         | Olle Petrusson Sten Eriksson Holmfrid Olsson Sture Ohlin                       | Szwecja       | ?          | 2:25:38,8 |
| 4.      | Nikołaj Mieszczeriakow Nikołaj Puzanow Władimir Gundarcew Władimir Miełanjin   | ZSRR          | ?          | 2:27:35,9 |
| 5.      | Antti Tyrväinen Erkki Ala-Honkola Martti Jantunen Juhani Suutarinen            | Finlandia     | ?          | 2:29:55,2 |
| 6.      | Constantin Carabela Nicolae Bărbășescu Gheorghe Cimpoia Vilmoș Gheorghe        | Rumunia       | ?          | 2:32:55,8 |
| 7.      | Louis Romand Daniel Claudon Gilbert Mercier Paul Romand                        | Francja       | ?          | 2:33:06,9 |
| 8.      | Walter Müller Horst Schneider Adolf Scherwitzl Paul Ernst                      | Austria       | ?          | 2:38:05,5 |

## Klasyfikacja medalowa
| Miejsce | Państwo  |   |   |   | Razem |
| ------- | -------- | - | - | - | ----- |
| 1       | Norwegia | 2 | 0 | 0 | 2     |
| 2       | Polska   | 0 | 2 | 0 | 2     |
| 3       | Szwecja  | 0 | 0 | 1 | 1     |
| 3       | ZSRR     | 0 | 0 | 1 | 1     |